# Хлывнюк, Андрей Владимирович
Андрей Владимирович Хлывнюк (укр. Андрій Володимирович Хливнюк; род. 31 декабря 1979, Черкассы) — украинский музыкант, вокалист, автор текстов группы «Бумбокс» и военнослужащий ВСУ, участник российско-украинской войны.

## Биография
Андрей Хлывнюк родился 31 декабря 1979 года в Черкассах. Учился в музыкальной школе по классу аккордеона, Первой городской гимназии. В 2001 году группа победила на фестивале «Перлини сезону» и музыканты группы переехали в Киев. В столице Андрей увлёкся джазом и свингом, пел с клубным составом Acoustic Swing Band. Позже из участников трёх групп — Acoustic Swing Band, Dust Mix и «Тартак» — образовалась группа «Графіт», в которой Андрей был вокалистом.
В 2004 году Андрей Хлывнюк вместе с гитаристом группы «Тартак» Андреем «Мухой» Самойло организовали фанки-грув-группу «Бумбокс». За несколько лет группа приобрела большую популярность на территории Украины и России. В апреле 2005 года был записан первый альбом «Меломанія». В 2006 году вышла вторая пластинка «Family Бізнес», получившая в Украине золотой статус (на данный момент продано более 100 тысяч экземпляров диска).

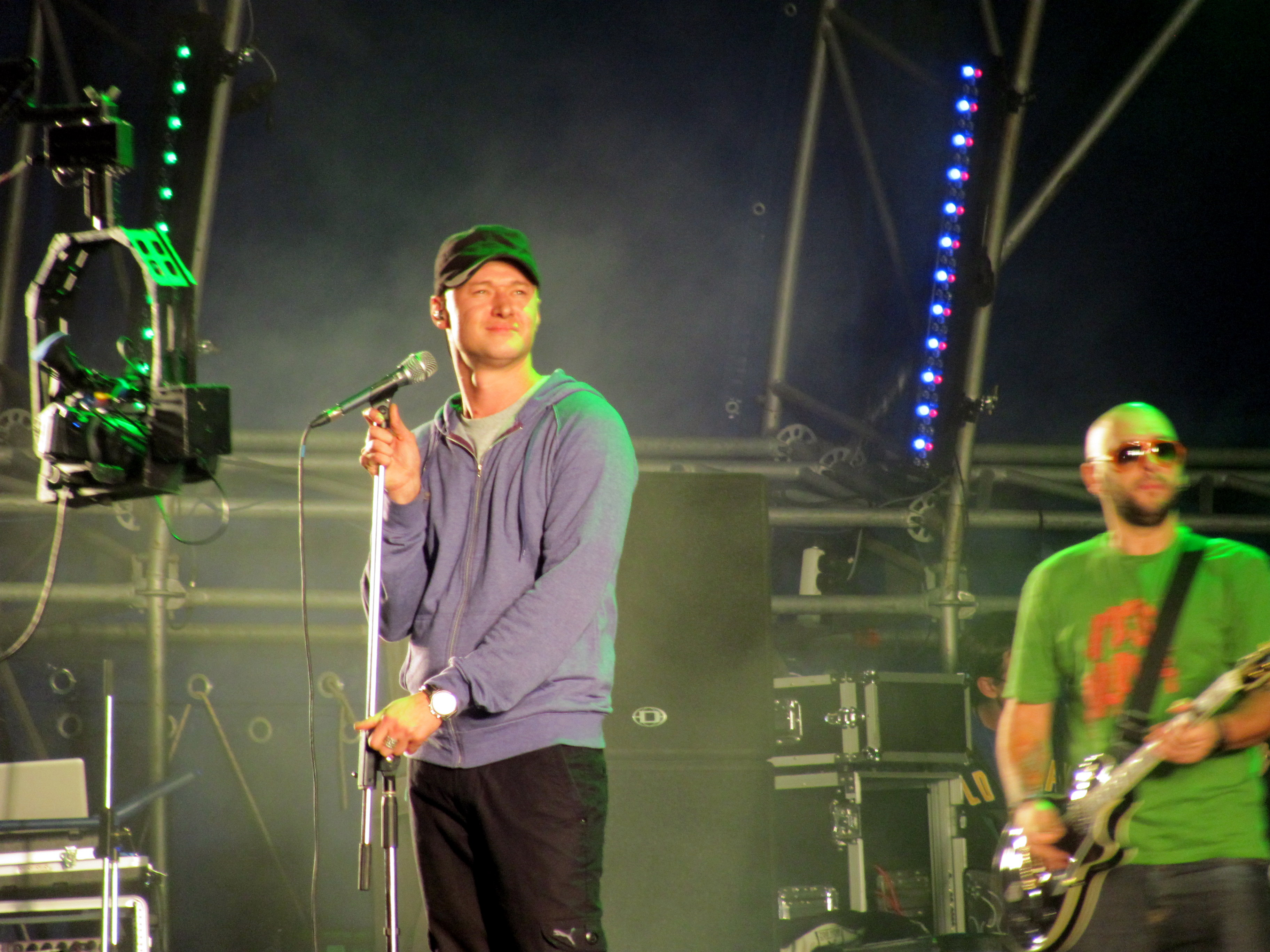
«Бумбокс» на концерте в Николаеве (2010 год)

Хлывнюк был саунд-продюсером альбома украинской певицы Надин, с которой дуэтом исполнил собственную песню «Не знаю» в 2007 году, а затем снял клип. Дуэт получил награду «Самый неожиданный проект года» по версии портала E-motion.
Летом 2007 года композиция «Вахтёрам» попала в радиоэфир радиостанций России, а осенью композиция «та4то» попала в ротации московских радиостанций. Со временем «Бумбоксом» заинтересовались российские звукозаписывающие компании, и с фирмой «Монолит» был подписан контракт на издание альбомов «Меломанія» и «Family Бізнес» в России, выход которых состоялся 10 июня 2008 года. В августе 2009 года Хлывнюк, вместе с Евгением Кошевым и Потапом, озвучили французский паркуровский боевик «13-й район: Ультиматум». Андрей озвучивал французского полицейского Дамьена.
В декабре 2009 года группа выпустила совместный альбом с киевским диджеем Tonique. 24 июня 2010 года в Киеве состоялась презентация альбома «Всё включено». В конце 2011 года вышел альбом «Середній Вік».

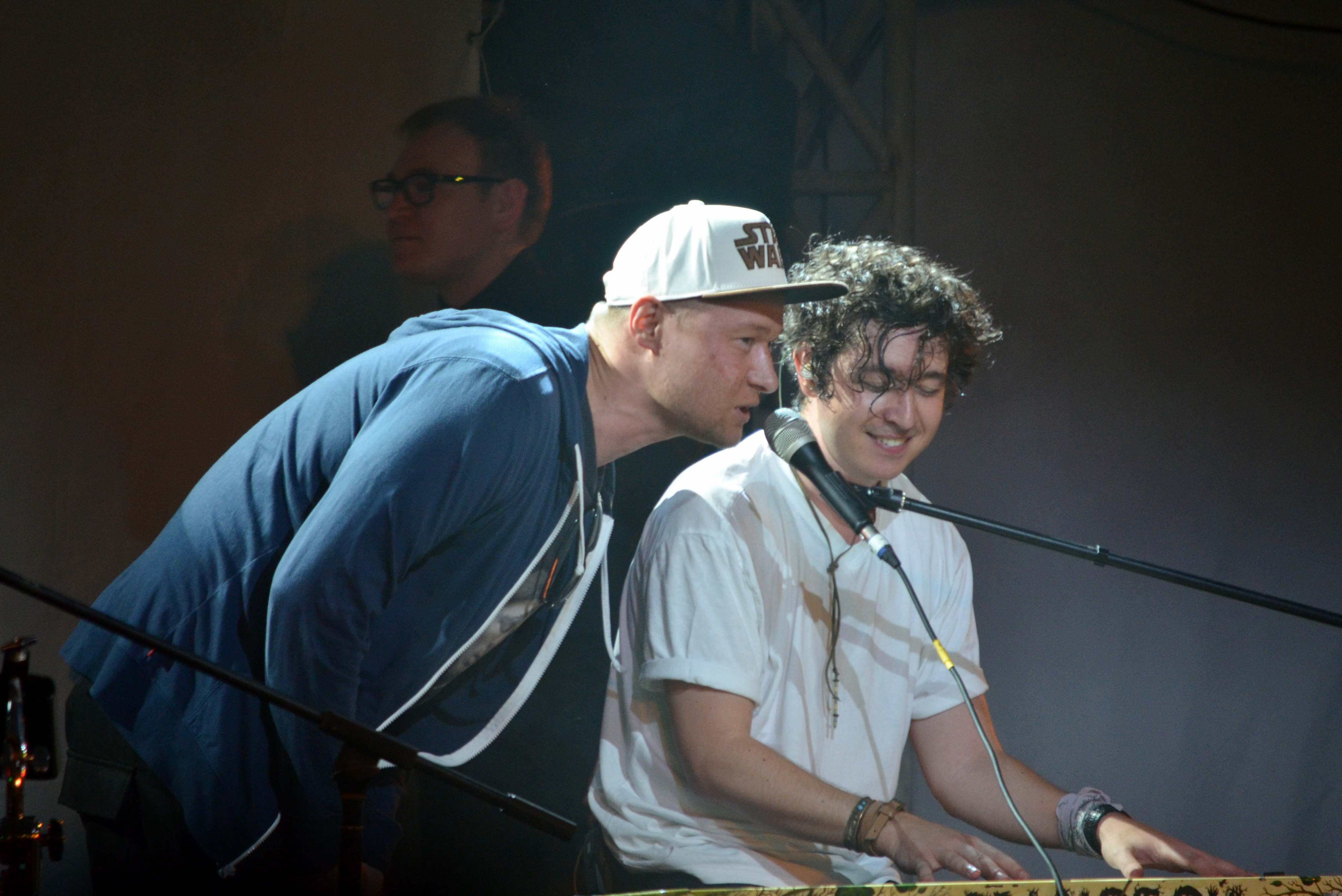
Андрей Хлывнюк с Дмитрием Шуровым на концерте Pianoбой в Зелёном театре (2014 год)

Летом 2015 года Хлывнюк стал одним из членов жюри шестого сезона вокального конкурса «Х-фактор» на украинском телеканале СТБ, заменив Ивана Дорна.
С 2014 года, после российской аннексии Крыма, отказался от выступлений в России. В 2022 году, после начала вторжения России на Украину, вступил в ряды батальона территориальной обороны Украины, служит оператором дрона. В это время в сети появилось видео, где Хлывнюк с оружием в руках спел украинскую народную песню «Ой у лузі червона калина», ставшую вирусной в соцсетях. Впоследствии южноафриканский музыкант The Kiffness также поддержал украинский народ в войне против российской армии и записал ремикс на эту песню в исполнении солиста группы «Бумбокс». 8 апреля группа Pink Floyd выпустила на основе той же песни сингл «Hey, Hey, Rise Up!», вокальную партию на котором также исполнил Хлывнюк.

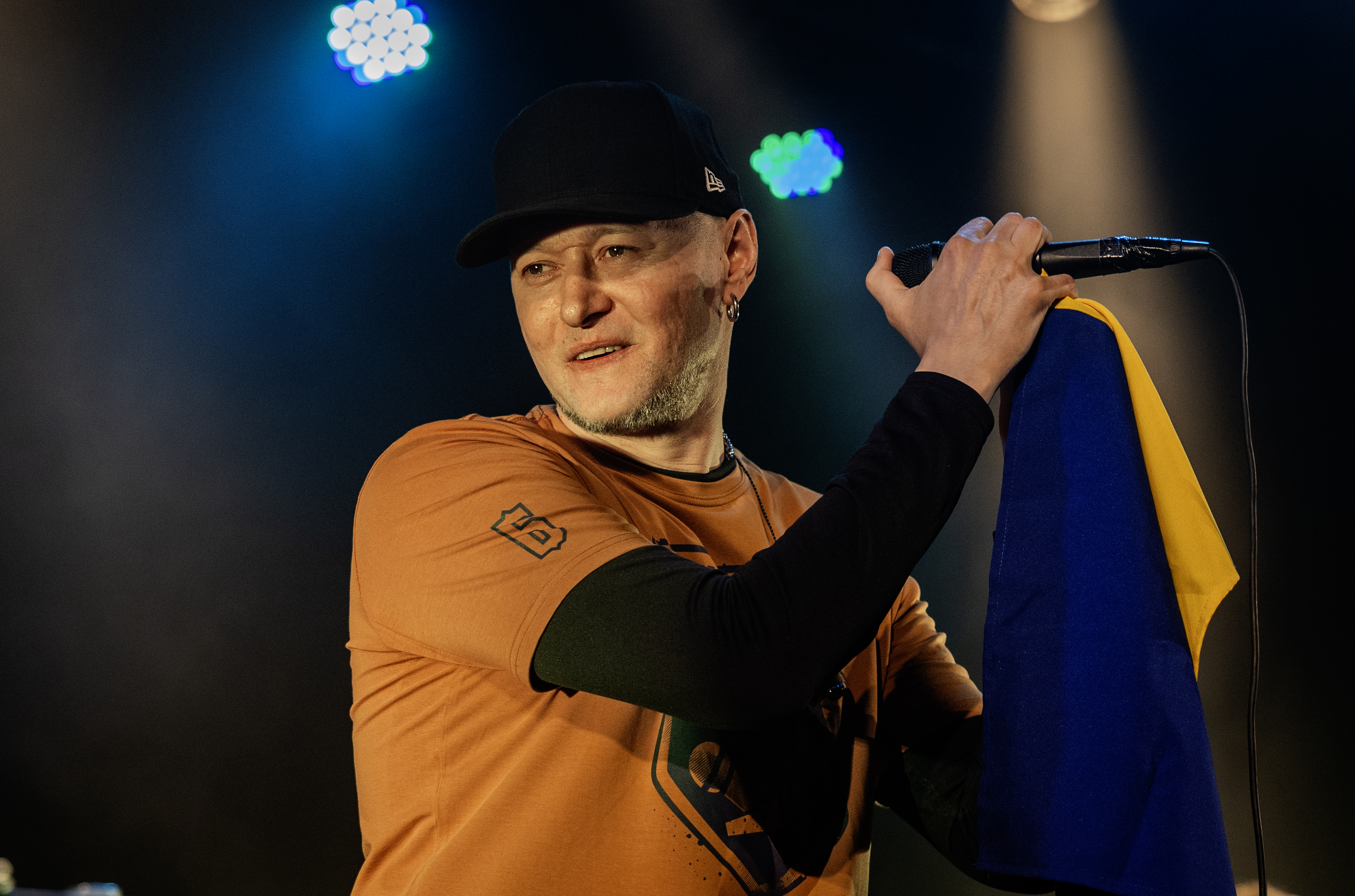
Андрей Хлывнюк в туре «Дронотур» в Израиле, 2025 год

26 марта 2022 года попал под миномётный обстрел российских войск, получил лёгкое ранение в лицо.

## Награды
Становился лауреатом музыкальной премии Yuna в 2012 и 2013 годах в номинации «лучший автор слов».
В 2022 году награждён орденом «За мужество» III степени.

## Личная жизнь
В июле 2010 года появилась информация, что Хлывнюк женился на выпускнице факультета журналистики киевского университета Шевченко Анне Копыловой, дочери Вадима Копылова, бывшего на тот момент заместителем министра финансов Украины. У Андрея и Анны есть сын Иван (родился в 2010-м) и дочь Александра (родилась в 2013-м). В 2020 году развёлся с женой.

## Примечание
1. 1 2  Бумбокс Архивная копия от 4 июля 2014 на Wayback Machine, Українські пісні
2. 1 2 3 4  Андрей Хлывнюк Архивная копия от 1 марта 2012 на Wayback Machine, glamurchik.tochka.net
3. ↑  Женя Кошевой, Андрей «Бумбокс» и Потап озвучили «13-й район. Ультиматум» Архивная копия от 1 января 2015 на Wayback Machine, ТСН.ua (13 августа 2009)
4. ↑  Андрей Хлывнюк | X-фактор. Дата обращения: 17 июля 2015. Архивировано из оригинала 21 июля 2015 года.
5. 1 2  «Если мы согласимся, что Путин — военный преступник, мы должны взять его мертвым или живым. И это будет конец войны». Лидер «Бумбокса» Андрей Хлывнюк служит в ВСУ оператором дрона. Он дал интервью «Би-би-си». Meduza. Дата обращения: 17 марта 2024. Архивировано 17 марта 2024 года.
6. ↑  Будут защищать Украину. Хлывнюк, Ярмак и Задворный вступили в тероборону. Дата обращения: 9 марта 2022. Архивировано 21 марта 2022 года.
7. ↑  Лидер группы "Бумбокс" ранен во время минометного обстрела: фото. Телеграф (26 марта 2022). Дата обращения: 26 марта 2022. Архивировано 26 марта 2022 года.
8. ↑  Андрій Хливнюк потрапив під мінометний обстріл: артиста поранено в обличчя (укр.). ТСН.ua (26 марта 2022). Дата обращения: 26 марта 2022. Архивировано 26 марта 2022 года.
9. ↑  Указ Президента України № 593/2022 від 23 серпня 2022 року «Про відзначення державними нагородами України з нагоди Дня Незалежності України» Архивная копия от 28 августа 2022 на Wayback Machine
10. ↑  Лидер «Бумбокса» тайно женился Архивная копия от 15 июля 2015 на Wayback Machine, ТСН.ua (6 июля 2010)
11. ↑  У лидера группы «Бумбокс» Андрея Хлывнюка родился сын Архивная копия от 4 марта 2016 на Wayback Machine, ТСН.ua (2 декабря 2010)
12. ↑  Солист «Бумбокса» Андрей Хлывнюк стал папой во второй раз Архивная копия от 14 июля 2014 на Wayback Machine, glamurchik.tochka.net (18 января 2013)